# The Carpenter
"The Carpenter" je singl finskog simfonijskog metal Nightwish s njihova prvog albuma Angels Fall First i njihov prvi singl uopće. Pjesma uključuje i, osim vokala Tarje Turunen, vokal Tuomasa Holopainena što čini ovu pjesmu jedinstvenom jer je to uz pjesme "Beauty And The Beast" i "Once Upon A Troubadour" jedina pjesma s Tuomasovom vokalnom izvedbom. Za pjesmu je snimljen i glazbeni video.